# Armando (producer)
Armando Gallop (Chicago, 12 februari 1970 - 17 december 1996) was een Amerikaanse houseproducer die in de jaren tachtig en negentig actief was. Hij is vooral bekend van de tracks Land of Confusion (1987) en 100% of dissin' you (1988). Hij overleed op 26-jarige leeftijd aan leukemie.

## Biografie
Armando Gallop werd geboren in Chicago. Hij was in zijn tienerjaren een verdienstelijk honkballer maar door gezondheidsproblemen wordt een carrière als sportman onhaalbaar. Rond zijn zestiende raakte hij betrokken bij de opkomende housescene in zijn jeugd. Voordat hij zich toelegde op het producen, begon hij als dj. Hij produceerde ook de acidhousesingle Land of Confusion, die zijn doorbraak betekende. Samen met Mike Dunn richtte hij de labels Warehouse Records en Musique Records op. Daarop verscheen in 1988 100% of dissin' you die een populaire houseklassieker werd. Ook ontdekte hij Ron Trent, wiens Altered States in 1990 een groot succes werd.
Ook in de jaren negentig bleef Armando produceren. Hoewel dit vaak op het tweede plan stond doordat hij het deed naast zijn baan als resident dj in de Warehouse club in Chicago en een baan als A&R-manager voor Radikal Fear, het label van zijn vriend Felix Da Housecat. Hij werkte onder andere mee aan het debuut van plaatsgenoot Robert Armani. Een reeks albums verscheen in de periode 1992-1994. De vier delen van The New World Order bevatten vooral donkere clubgerichte tracks en werden enkel op vinyl uitgebracht. In de zomer van 1996 verscheen via het Radikal Fear-label voor het eerst een artiestenalbum op cd. One World, One Future, waaraan hij vele jaren had gewerkt, bevatte klassieke Chicago-housetracks. Het openingsnummer Welcome II The Warehouse maakte hij in samenwerking met Paul Johnson. Armando overleed niet lang daarna echter aan de gevolgen van leukemie, op de leeftijd van 26 jaar. Zijn laatste track was het nummer Radikal Bitch dat op het verzamelalbum Radikal Fear: The Chicago All Stars (1996) stond en 2 maanden voor zijn dood verscheen. De Franse dj Laurent Garnier eerde hem met de plaat Flashback. Het werk dat hij voor het label Trax Records maakte werd in 2005 uitgebracht op de compilatie Trax classics. In 2007 werd de tot dan toe nooit uitgebrachte track Don't Take It op single uitgebracht.

## Discografie

### Singles
- Land Of Confusion 1987
- 100% of dissin' you 1988
- Overload 1989
- We're On The Move 1989
- I Need U 1991
- Darkside EP 1994
- Transsaxual 1995
- One Love One Future 1996
- Don't Take It 2007

### Albums
- The New World Order 1992
- The New World Order: The Second generation 1992
- The New World Order 3 1993
- The New World Order 4 1994
- One World, One Future 1996